# Calotelea flava
Calotelea flava är en stekelart som beskrevs av Lubomir Masner 1980. Calotelea flava ingår i släktet Calotelea och familjen Scelionidae. Inga underarter finns listade.